# Los Quelites
Los Quelites är en ort i Mexiko.   Den ligger i kommunen Arteaga och delstaten Coahuila, i den centrala delen av landet, 700 km norr om huvudstaden Mexico City. Los Quelites ligger 2 518 meter över havet och antalet invånare är 105.
Terrängen runt Los Quelites är bergig. Runt Los Quelites är det glesbefolkat, med 9 invånare per kvadratkilometer. Närmaste större samhälle är Los Lirios, 7,0 km nordväst om Los Quelites. I omgivningarna runt Los Quelites växer huvudsakligen savannskog.